# ジェフリー・シーゲル
ジェフリー・シーゲル（Jeffrey Siegel, 1942年11月18日 - ）は、アメリカのピアノ奏者。
シカゴの生まれ。13歳ごろから、ルドルフ・ガンツの下でピアノを学んだ後、ジュリアード音楽院に進学してロジーナ・レヴィンに師事。その後はフルブライト奨学金を受けてロンドンに留学し、イローナ・カボシュの薫陶を受けた。カボシュの薫陶を受けた後は、国際的に演奏活動を行ったが、1980年代からアメリカの主要都市で「鍵盤の会話」と称するレクチャーを交えたピアノ・コンサートを開いてクラシック音楽の啓発に力を入れている。

## 註
1. ↑  examiner.com
2. ↑  chapman.edu
3. ↑  keyboardconversations.com

| スタブアイコン | サブスタブ | この項目は、まだ閲覧者の調べものの参照としては役立たない、人物に関連した書きかけの項目です。この項目を加筆・訂正などしてくださる協力者を求めています（P:人物伝/PJ:人物伝）。 |